# Musée du papier d'Angoulême
Le Musée du papier d'Angoulême s'est ouvert en 1988, à la place d'une ancienne papeterie, à Angoulême en France.

## Présentation
Le musée du papier est installé sur les bords de la Charente sur le site  de l'ancienne papeterie de papier à cigarette Joseph Bardou Le Nil. Il a été ouvert au public le 25 novembre 1988. Il présente des expositions sur la papeterie industrielle du XIXe et XXe siècles, sur les industries connexes (imprimerie, fabriques de toiles métalliques et de feutres, mécanique, etc. etc.), sur les usages du papier et occasionnellement des présentations d'art contemporain où le papier et le carton sont les matériaux d'expression plastique.
Les bâtiments du musée sont construits sur la Charente et certaines salles sont traversées par le fleuve. Une roue à aubes, des cuviers à pâte à papier, la grande cheminée sont des vestiges qui témoignent de l'activité industrielle du site.
L'ensemble architectural a été entièrement réhabilité (Reichen et Robert, architectes) qui accueille le Musée du papier avec en son sein l'Artothèque d'Angoulême, ainsi que l'École européenne supérieure de l'image.
Une partie des présentations évoque l'histoire du site et la fabrication industrielle du papier en Charente au moyen de documents, photos et témoignages. Les expositions présentent les différents aspects liés à la papeterie industrielle.

## Historique
Les bâtiments composaient l'ancienne papeterie Le Nil, de Joseph Bardou, dont la marque a été déposée en 1887, qui fabriquait un célèbre papier à cigarette dont l'emblème était un éléphant. L'usine a été fermée en 1970, et le musée ouvert en 1988.

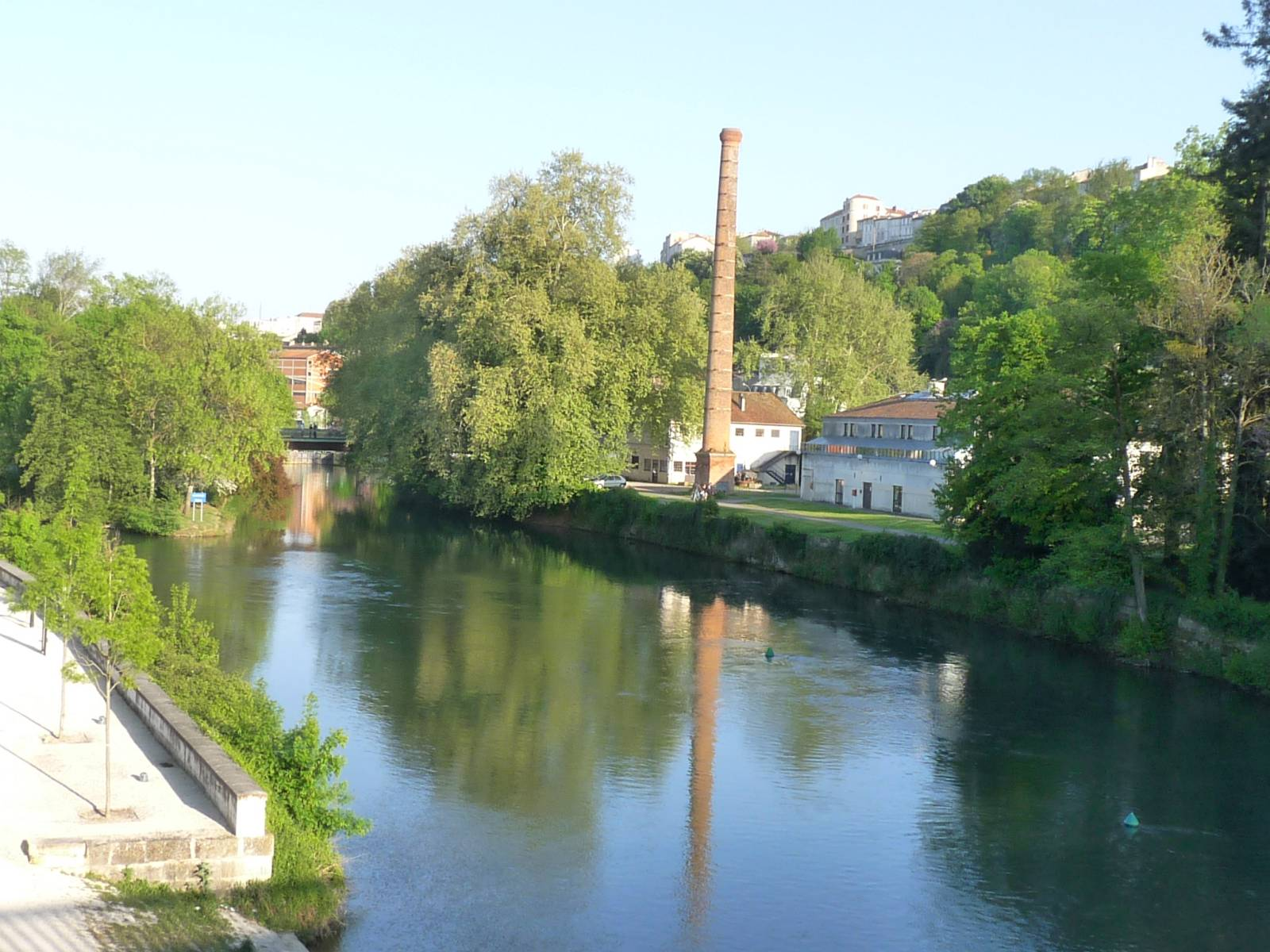
La cheminée, vue depuis Saint-Cybard
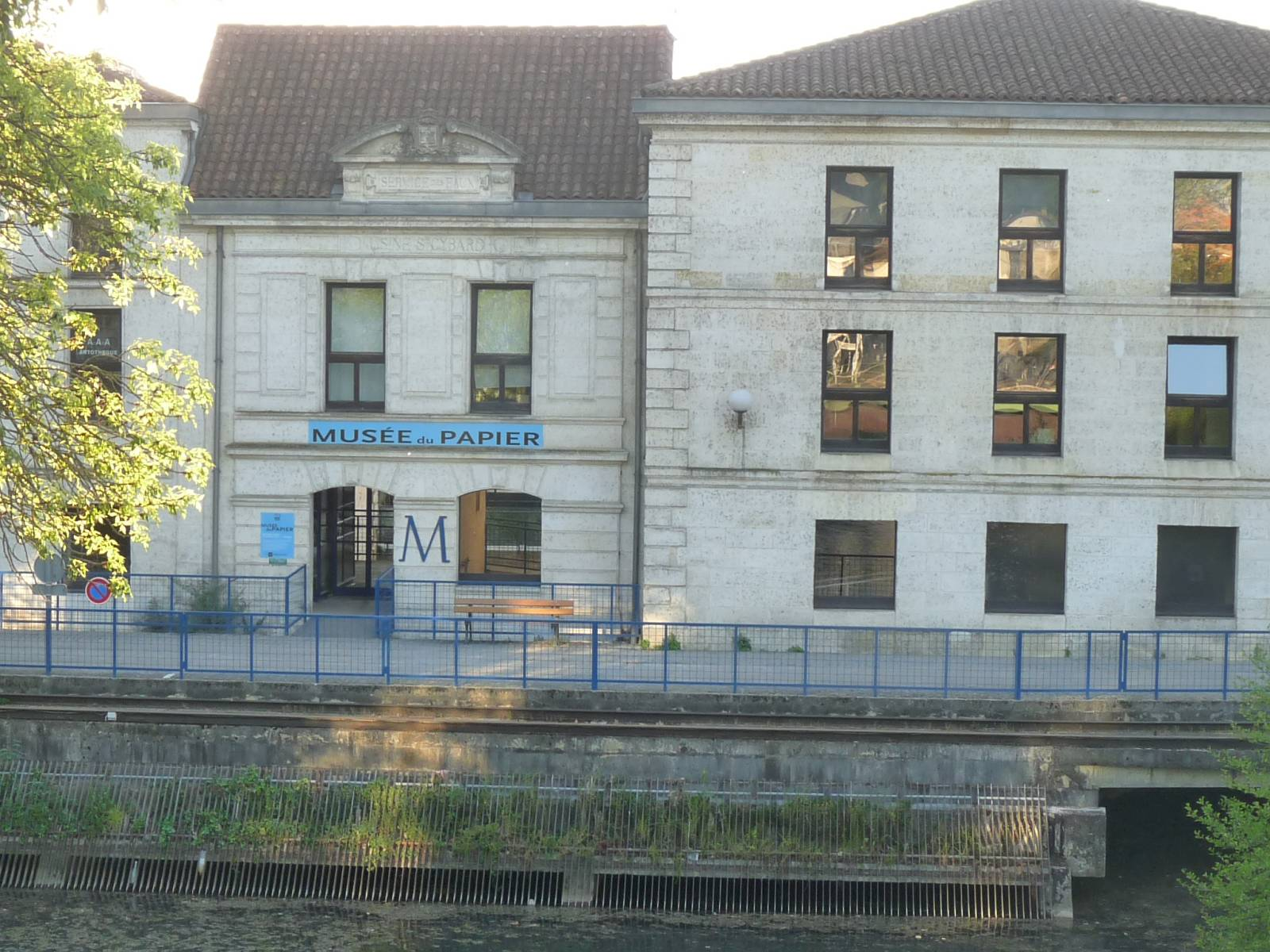
Façade amont du musée
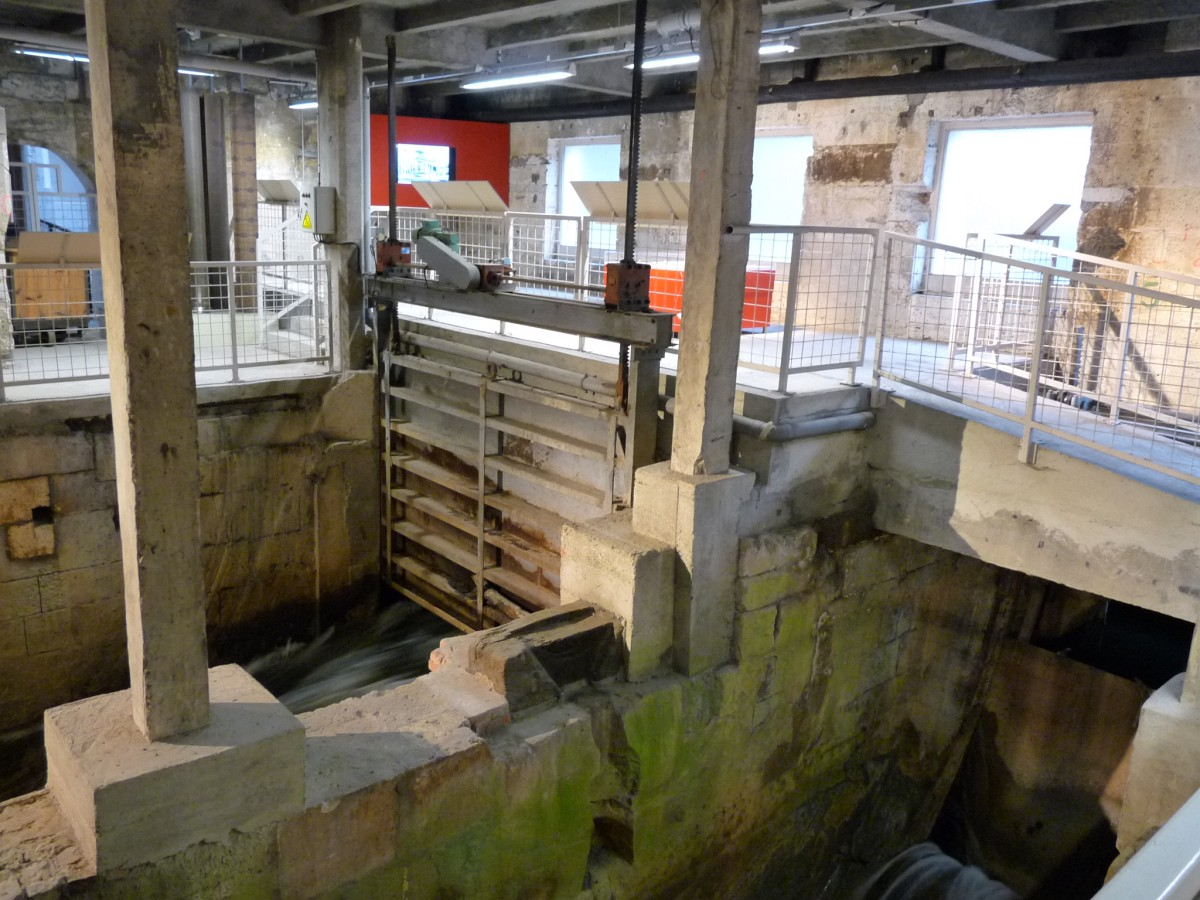
Rez-de-chaussée, où étaient les roues motrices

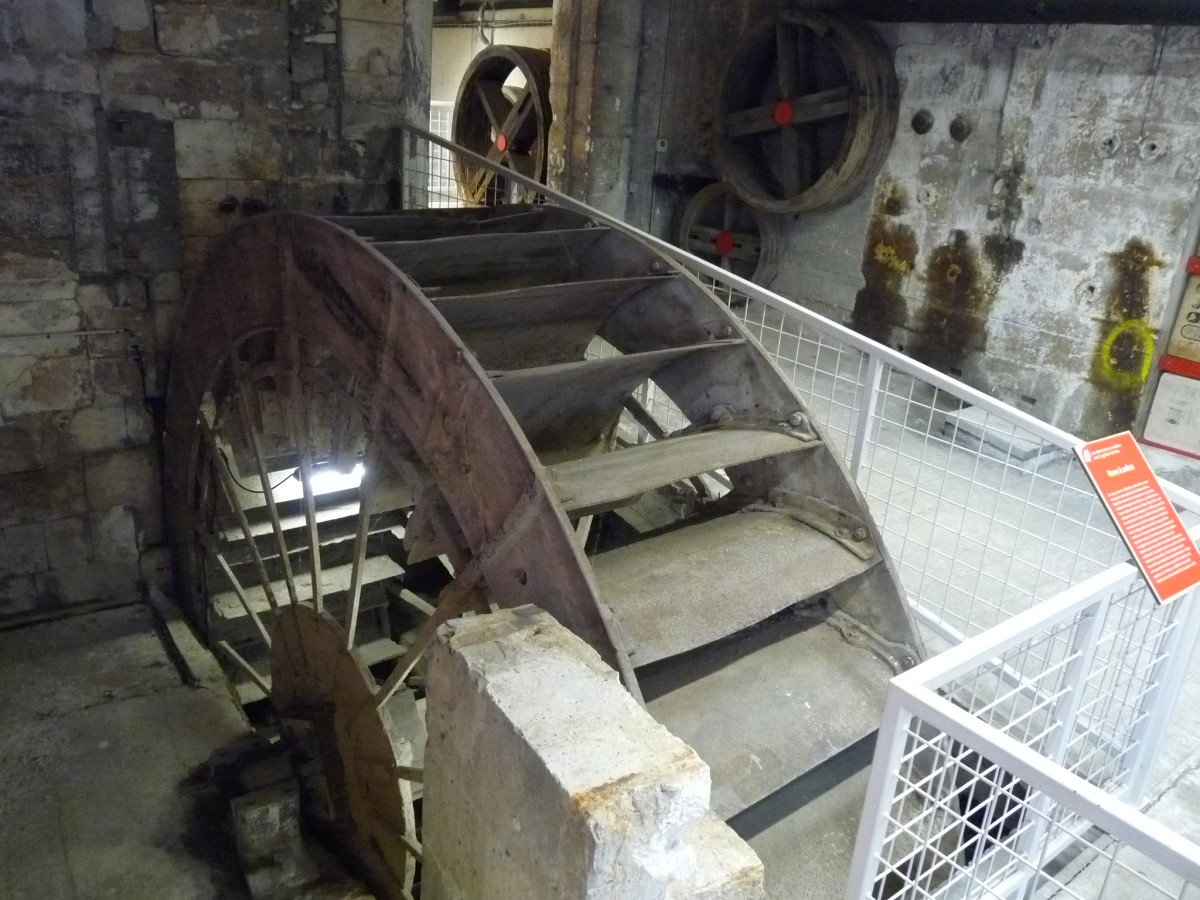
Roue en bois conservée
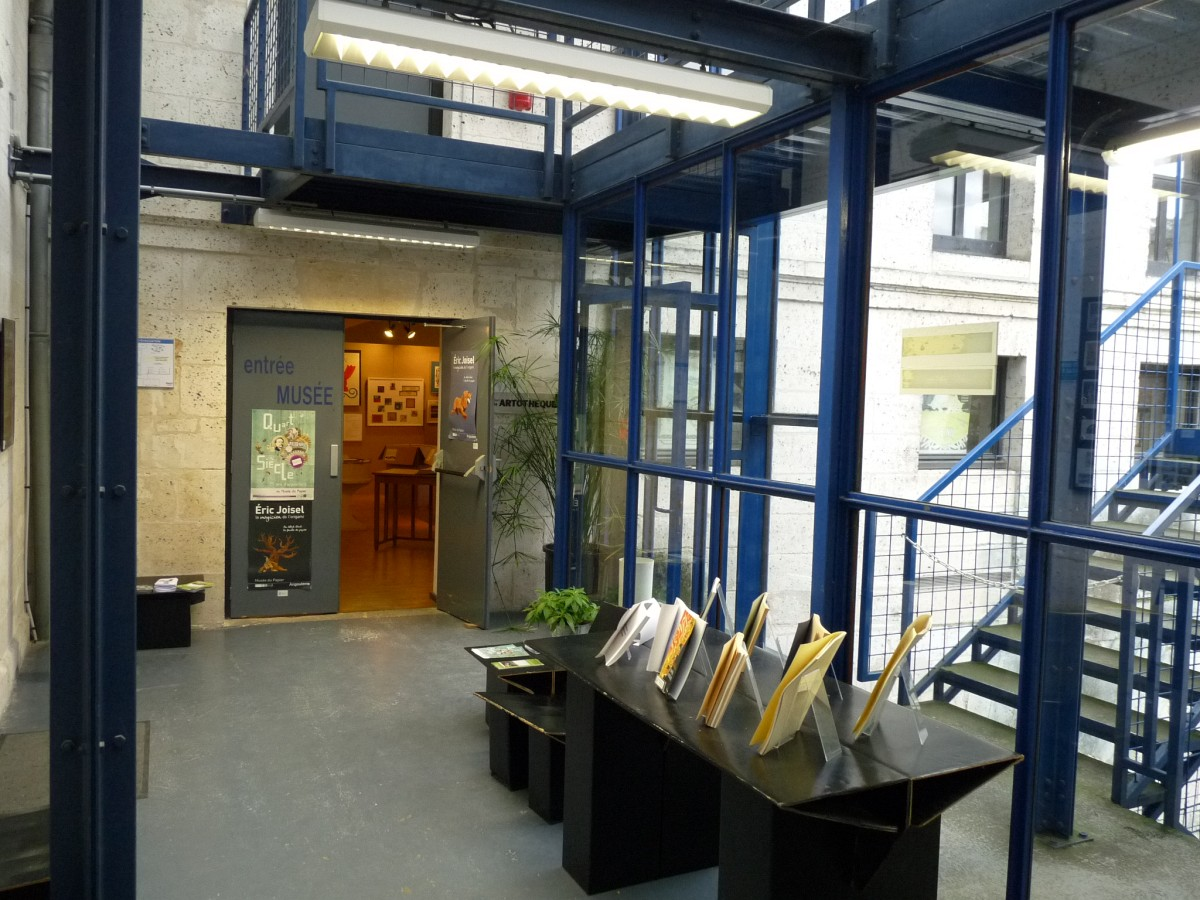
Hall d'accueil à l'étage
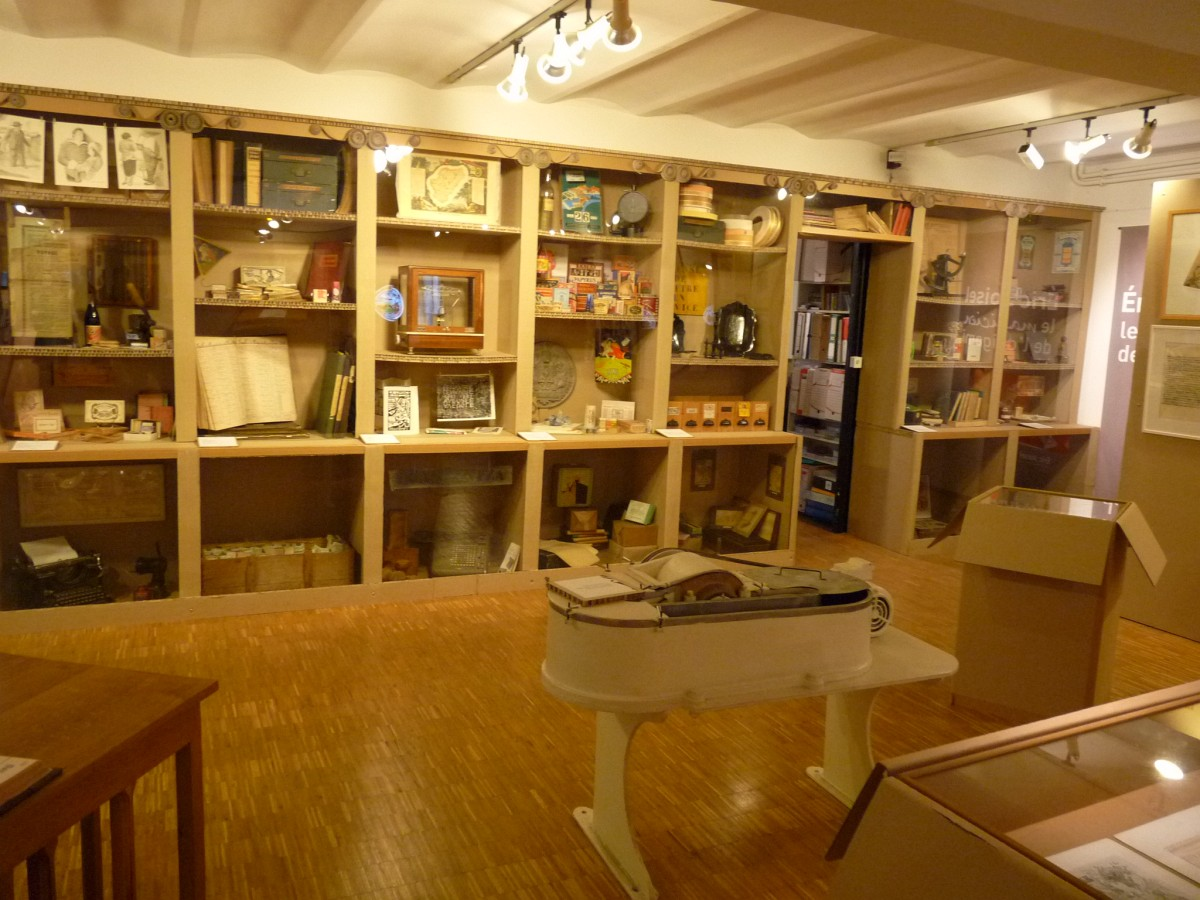
Salle d'exposition

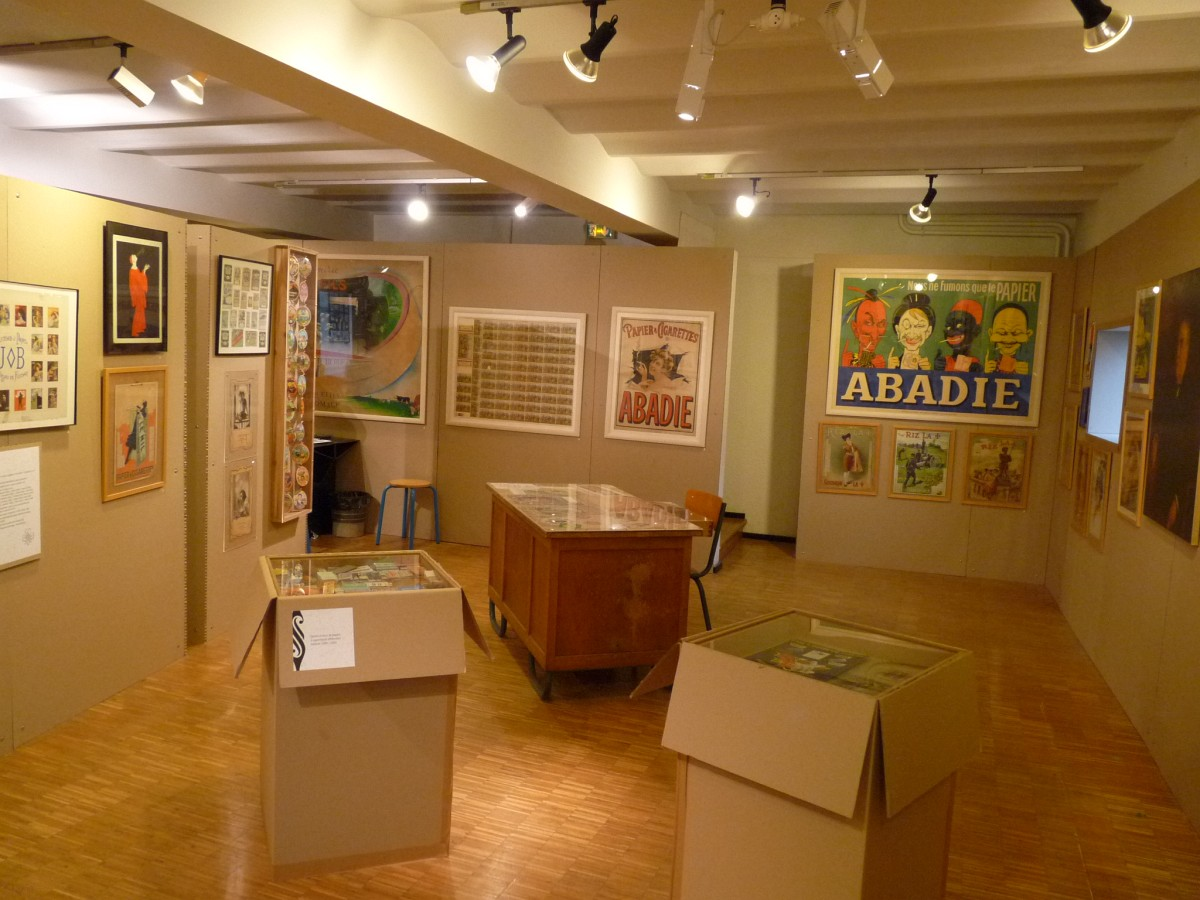
Autre salle
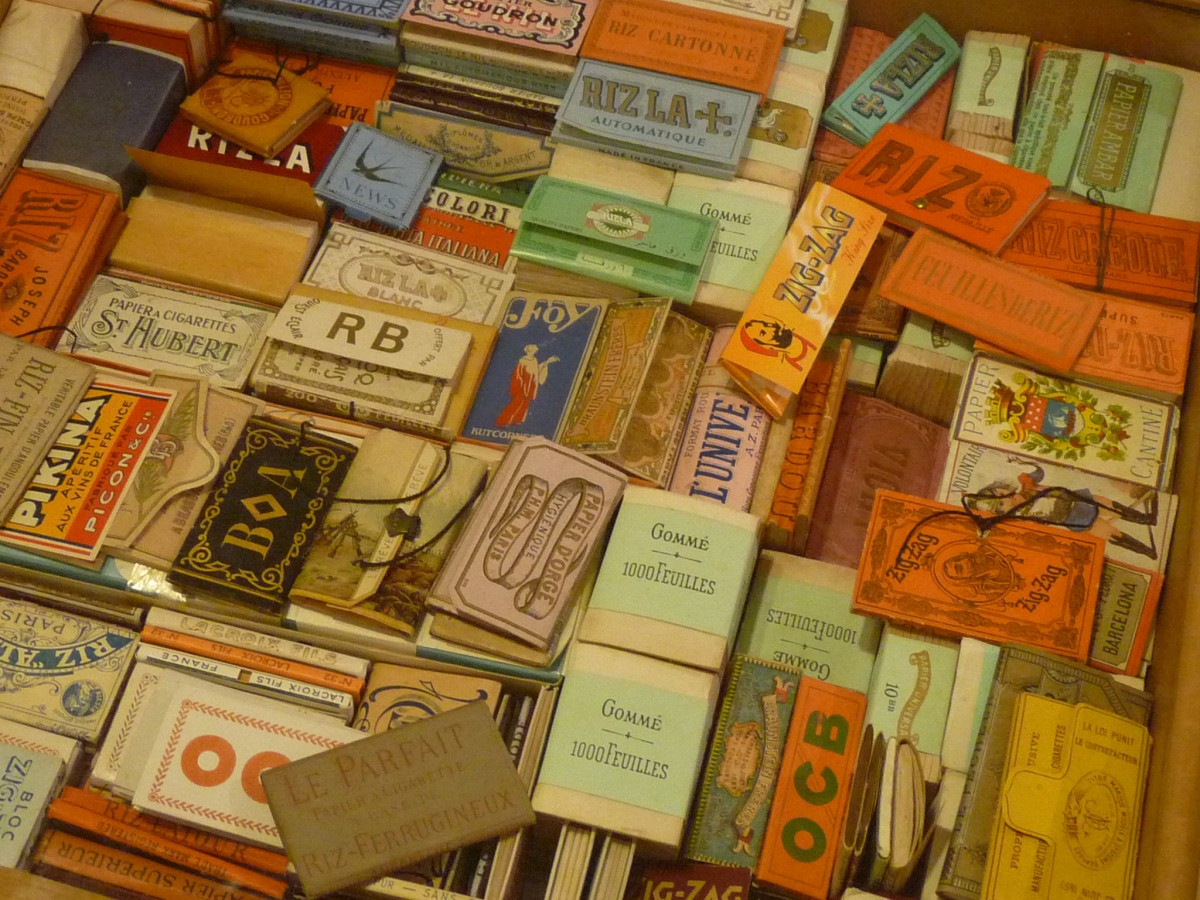
Papiers à cigarette, dont le Riz Lacroix
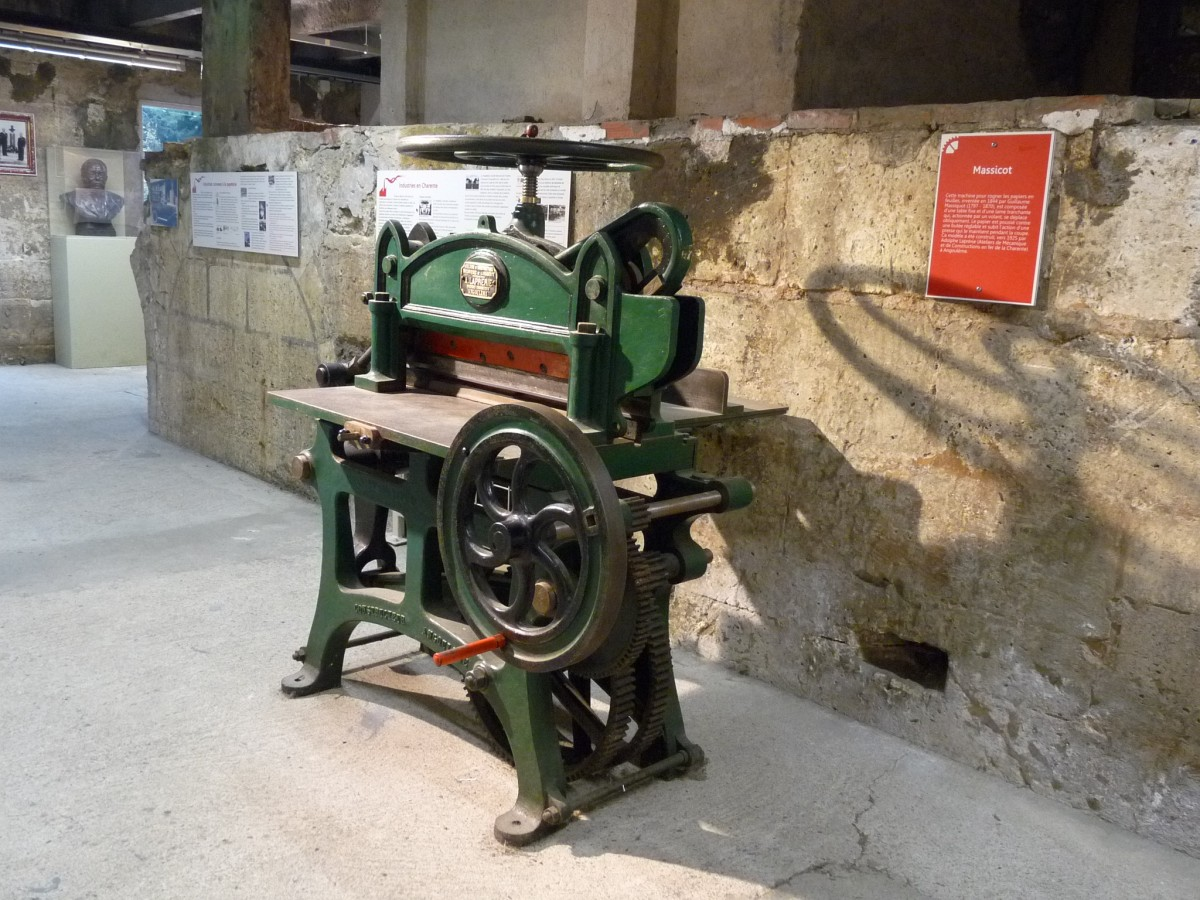
Massicot
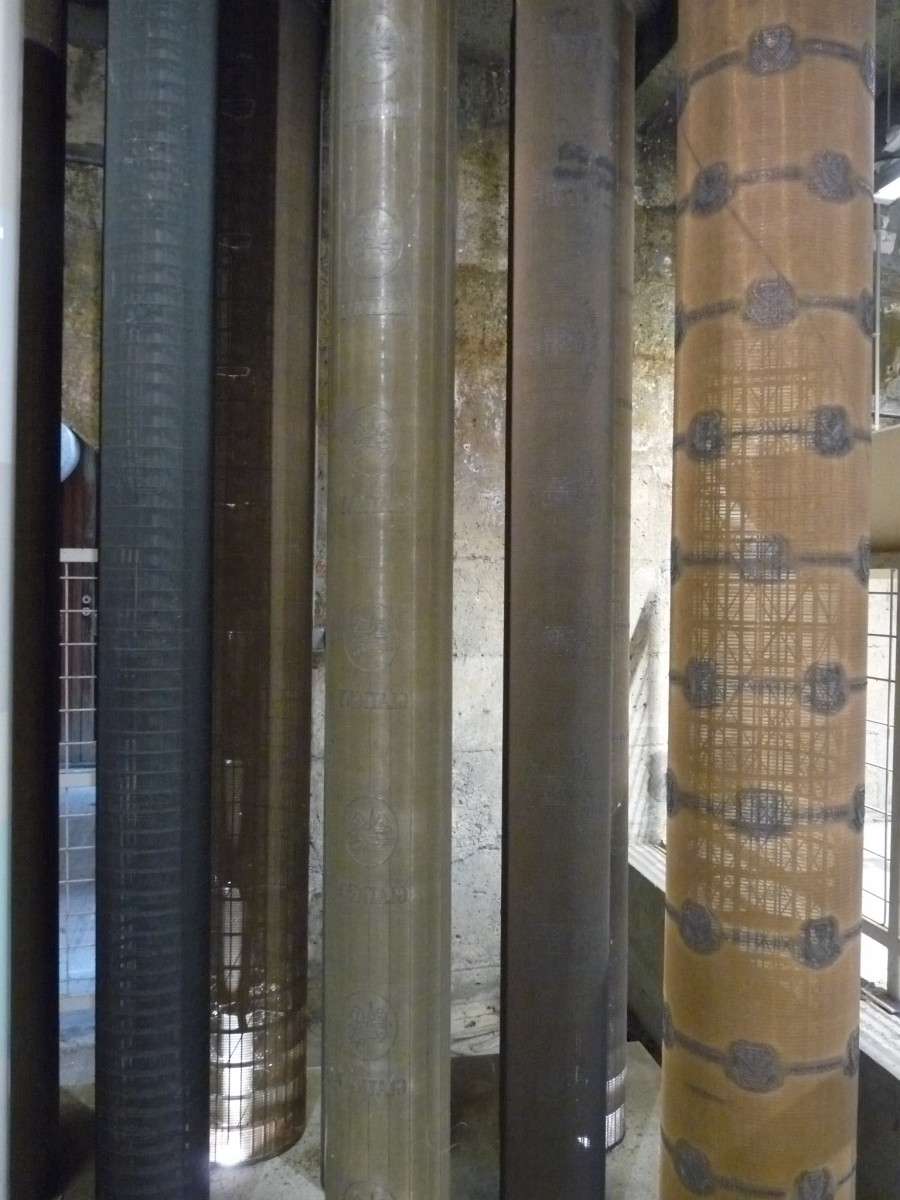
Rouleaux à filigranes, dont le Vélin d'Angoulême

## Fréquentation
| Année | Entrées gratuites | Entrées payantes | Total |
| ----- | ----------------- | ---------------- | ----- |
| 2001  | 12940             | 0                | 12940 |
| 2002  | 8362              | 0                | 8362  |
| 2003  | 10396             | 0                | 10396 |
| 2004  | 7970              | 0                | 7970  |
| 2005  | 14042             | 0                | 14042 |
| 2006  | 9018              | 0                | 9018  |
| 2007  | 9718              | 0                | 9718  |
| 2008  | 12409             | 0                | 12409 |
| 2009  | 12132             | 0                | 12132 |
| 2010  | 12073             | 0                | 12073 |
| 2011  | 14943             | 0                | 14943 |
| 2012  | 36275             | 0                | 36275 |
| 2013  | 19263             | 902              | 20165 |
| 2014  | 20762             | 590              | 21352 |
| 2015  | 23353             | 0                | 23353 |
| 2016  | 13034             | 3438             | 16472 |
| 2017  | 20540             | 11746            | 32286 |